# Haplodiploidie

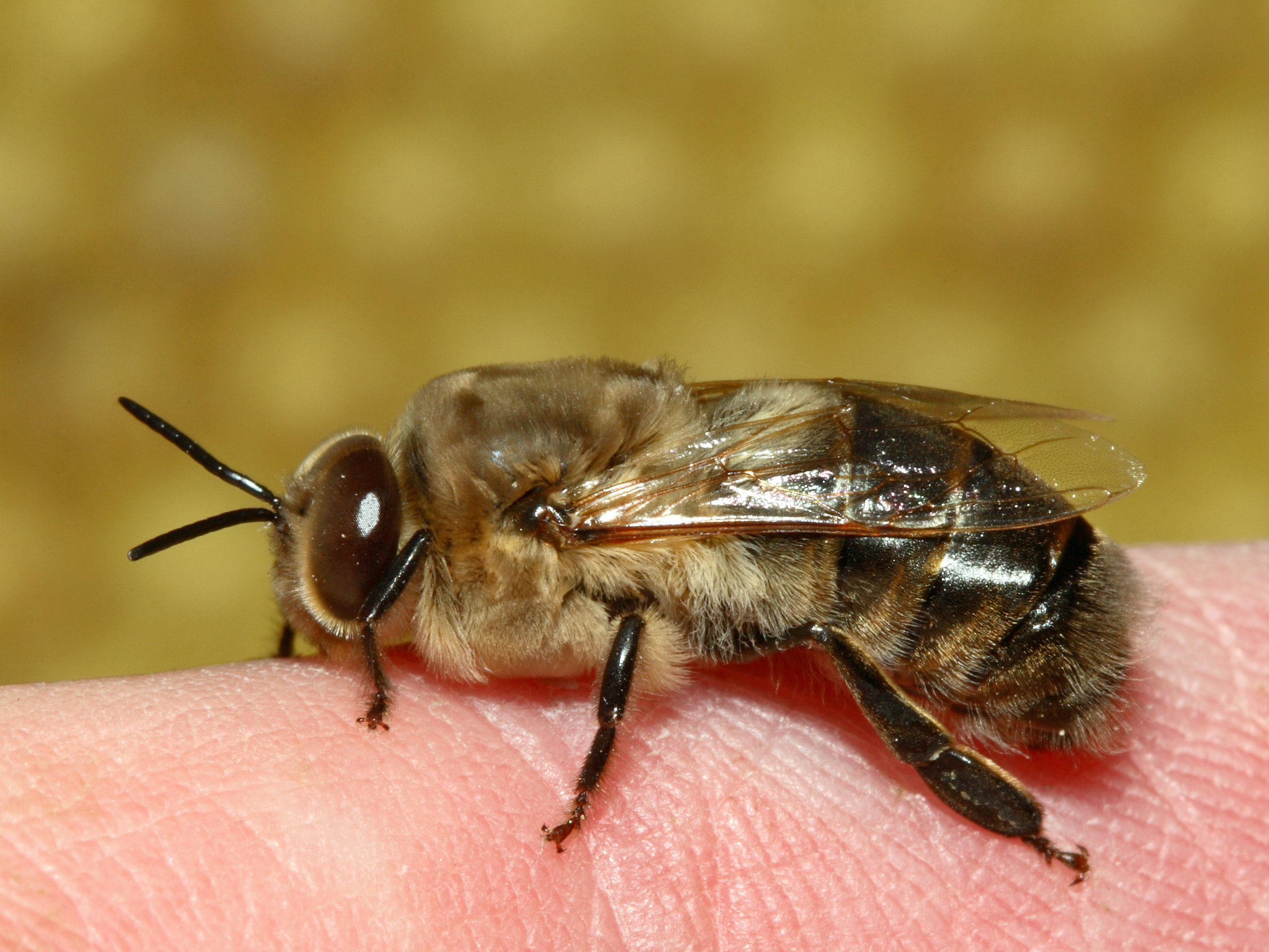
Männchen (Drohn) der Westlichen Honigbiene mit haploidem Genom

Als Haplodiploidie bezeichnet man eine Form der Geschlechtsdetermination, bei der ein Geschlecht nur einen Chromosomensatz trägt (haploid) und das andere Geschlecht den doppelten Chromosomensatz (diploid). Üblicherweise ist das männliche Geschlecht haploid.
Man kann zwei Grundtypen der Haplodiploidie je nach Entstehung unterscheiden:
- Arrhenotokie – haploide Individuen entstehen durch Parthenogenese, also aus einer unbefruchteten Eizelle
- Pseudoarrhenotokie – haploide Individuen durch nachträglichen Verlust des väterlichen Genoms

Bei über 2000 Arten von Hautflüglern (Ameisen, Bienen, Wespen u. a.) schlüpfen aus unbefruchteten Eiern Männchen, welche daher haploid sind. Haplodiploidie findet man auch bei einigen Borkenkäfern (Tribus Xyloborini und  Verwandtschaftskreis der Gattung Coccotrypes in der Tribus Dryocoetini), bei vielen Fransenflüglern, einigen Schildläusen, Milben und den Pfriemenschwänzen.
Da das Genom der Männchen auch in der Mutter und in den weiblichen Geschwistern zu finden ist und somit eine extreme Verwandtschaft vorliegt, vermutet man, dass Haplodiploidie die Staatenbildung begünstigt. Andererseits erfolgt die Geschlechtsdetermination bei Termiten nicht haplodiploid, trotzdem haben sich bei allen Arten dieser hemimetabolen Insektenordnung hochentwickelte soziale Organisationsformen entwickelt.
Bei den gut untersuchten Bienen hat sich herausgestellt, dass ähnlich wie beim Menschen für die Geschlechtsbestimmung letztlich ein bestimmtes Gen entscheidend ist. Ist es in zwei verschiedenen Versionen vorhanden (bei den befruchteten Eiern) entstehen Weibchen. Ist es nur in einer Version vorhanden (bei unbefruchteten Eiern) entstehen Männchen. Durch Inzucht kann es dazu kommen, dass dieses Gen in befruchteten Eiern in zwei identischen Versionen vorhanden ist. Dann entstehen diploide Männchen. Deren Larven werden jedoch nach dem Schlüpfen aus dem Ei von den Arbeiterinnen aufgefressen.